# Liste der Bürgermeister von Heimstetten
Überblick über die Bürgermeister der oberbayerischen Gemeinde Heimstetten bis zu ihrer Auflösung am 1. Mai 1978.
| Bürgermeister                                                   | Bürgermeister              | Amtszeit                      |
| --------------------------------------------------------------- | -------------------------- | ----------------------------- |
|                                                                 | Pritzl                     | 1849 Gemeindevorsteher        |
|                                                                 | Melchior Glasl             | 1858–1868 Gemeindevorsteher   |
|                                                                 | Jonas                      | 1868–1871 Gemeindevorsteher   |
|                                                                 | Melchior Glasl             | 1871–1894                     |
| Zwischen 1894 und 1903 fehlen die Beschlussbücher der Gemeinde. |                            |                               |
|                                                                 | Andreas Glasl Ökonom       | 1903–1912                     |
|                                                                 | Kaspar Mayr Ökonom         | 1912–1916                     |
|                                                                 | Johann Stenz Ökonom        | 1916–1919                     |
|                                                                 | Josef Bartl Ökonom         | 1919–1933                     |
|                                                                 | Andreas Glasl Gastwirt     | 1933–1945                     |
|                                                                 | Josef Bartl Ökonom         | 1945–1946                     |
|                                                                 | August Erb Bauer           | 1947–1949                     |
|                                                                 | Anton Kiefl                | 1949–1957                     |
|                                                                 | Josef Hausladen            | 1957–1976 (im Amt verstorben) |
|                                                                 | Ludwig Rischbeck Architekt | 1976–1978                     |